# Glenn Layendecker
Glenn Layendecker, né le 9 mai 1961 à Stanford en Californie, est un joueur de tennis américain. Il a notamment remporté le tournoi de Stuttgart en 1992 en double avec Byron Talbot.

## Palmarès

### Finales perdues en simple (2)
| No | Date       | Nom et lieu du tournoi      | Catégorie | Dotation  | Surface      | Vainqueur       | Score         |  |
| -- | ---------- | --------------------------- | --------- | --------- | ------------ | --------------- | ------------- |  |
| 1  | 17-06-1985 | Tournoi de Bristol, Bristol |           | 100 000 $ | Gazon (ext.) | Marty Davis     | 4-6, 6-3, 7-5 |  |
| 2  | 03-10-1988 | Eagle Classic, Scottsdale   |           | 297 500 $ | Dur (ext.)   | Mikael Pernfors | 6-2, 6-4      |  |

### Titre en double (1)
| No | Date       | Nom et lieu du tournoi | Catégorie           | Dotation  | Surface      | Partenaire   | Finalistes                 | Score         |  |
| -- | ---------- | ---------------------- | ------------------- | --------- | ------------ | ------------ | -------------------------- | ------------- |  |
| 1  | 13-07-1992 | MercedesCup Stuttgart  | Championship Series | 865 000 $ | Terre (ext.) | Byron Talbot | Marc Rosset Javier Sánchez | 4-6, 6-3, 6-4 |  |

### Finales perdues en double (4)
| No | Date       | Nom et lieu du tournoi            | Catégorie    | Dotation  | Surface         | Vainqueurs                   | Partenaire      | Score         |  |
| -- | ---------- | --------------------------------- | ------------ | --------- | --------------- | ---------------------------- | --------------- | ------------- |  |
| 1  | 18-02-1985 | Molson Light Challenge Toronto    |              | 125 000 $ | Moquette (int.) | Peter Fleming Anders Järryd  | Glenn Michibata | 7-6, 6-2      |  |
| 2  | 28-09-1987 | Transamerica Open San Francisco   |              | 232 000 $ | Moquette (int.) | Jim Grabb Patrick McEnroe    | Todd Witsken    | 6-2, 0-6, 6-4 |  |
| 3  | 02-01-1989 | South Australian Open Adélaïde    |              | 93 400 $  | Dur (ext.)      | Neil Broad Stefan Kruger     | Mark Kratzmann  | 6-2, 7-6      |  |
| 4  | 05-02-1990 | Volvo San Francisco San Francisco | World Series | 225 000 $ | Moquette (int.) | Kelly Jones Robert Van't Hof | Richey Reneberg | 2-6, 7-6, 6-3 |  |